# Sezession

Sezession bzw. Inkorporation im Gegensatz zur Dismembration bzw. Fusion

Sezession (lateinisch secessio ‚Abspaltung‘, ‚Abseitsgehen‘, ‚Trennung‘; die Gebietsabtrennung ist auch als Separation bekannt) bezeichnet im Politischen die Loslösung einzelner Landesteile aus einem bestehenden Staat mit dem Ziel, einen eigenen unabhängigen und neuen souveränen Staat zu bilden oder sich einem anderen Staat anzuschließen. Im Zuge einer Sezession entstehen in der Regel ein oder mehrere staatliche Subjekte, und gleichzeitig existiert weiterhin der verkleinerte Altstaat, der oft auch als „Rumpfstaat“, „Reststaat“ oder „Schrumpfstaat“ bezeichnet wird. Obgleich jener vor der Teilung vorhandene Altstaat oder Zedent infolge seiner Kontinuität und Subjektidentität mit dem Rumpfstaat nicht zu den Nachfolgestaaten gehört, muss er nicht seinen traditionellen Namen behalten. Die Lostrennung eines Teilgebietes eines Staates kann unter Umständen dazu beitragen, schwere Menschenrechtsverletzungen zu beenden.
Als Separatismus (von lat. separatus für ‚getrennt‘, ‚(ab-)gesondert‘, ‚einzeln‘) werden Sezessionsbestrebungen einer Teilbevölkerung bezeichnet. Sie gehen oft – jedoch nicht zwangsläufig – mit kriegerischen Auseinandersetzungen einher. Im engeren Sinne steht der Separatismus für die ideologische Grundlage oder die politisch-soziale Aktion, die bei Erfolg zu einer Sezession führt, welcher der alte Staat in der heutigen Lesart nicht widerspricht. Separatismus kann, aber muss nicht identisch sein mit Regionalismus oder Nationalismus von Minderheiten.

## Recht auf Sezession

### Völkerrecht
Unter Völkerrechtlern ist umstritten, ob das Selbstbestimmungsrecht der Völker auch das Recht von Minderheiten einschließt, aus einem Staatsverband auszutreten. Die in der Rechtswissenschaft vorherrschende Meinung lehnt ein solches offensives Selbstbestimmungsrecht unter Hinweis auf das Integritätsinteresse bestehender Staatsverbände, also das defensive Selbstbestimmungsrecht, ab. Matthias Herdegen etwa vertritt dagegen die Ansicht, dass einer diskriminierten Minderheit, deren Menschenrechte fundamental verletzt werden und die vom Prozess der politischen Willensbildung ausgeschlossen ist, ein Recht auf Sezession einzuräumen ist.
Problematisch ist darüber hinaus, was eigentlich ein „Volk“ im Sinne des Selbstbestimmungsrechts der Völker ist. Wird etwa in einem Nationalitätenstaat eine Volksgruppe nicht als solche anerkannt, werden ihr auch keine Sonderrechte zugestanden.
Es existieren etliche sezessionistische Völker und Regionen, die sowohl friedlich als auch aggressiv und militärisch nach Unabhängigkeit streben oder auf die Verselbständigung von Staatsteilen hinwirken. Unter diesen besitzen einige de facto bereits die vollständige Kontrolle über ihr Territorium. Um allerdings in die Vereinten Nationen als eigenständiger Staat aufgenommen zu werden, bedarf es grundsätzlich einer Mehrheit in der UN-Vollversammlung; außerdem kann die Anerkennung als Staat im Sicherheitsrat der Vereinten Nationen beantragt werden, dessen fünf ständige Mitglieder (USA, Russland, China, Frankreich und Großbritannien) zustimmen müssen.

### Staatsrecht

#### Deutschland
In der Bundesrepublik Deutschland gibt es keinen Verfassungsartikel oder Gesetze, die den Austritt eines Gliedstaats oder bestimmten Gebiets regeln würden. Die Sezession wird damit weder erlaubt noch explizit verboten. Strafbar macht sich hingegen ausdrücklich, wer „mit Gewalt oder durch Drohung mit Gewalt“ eine Sezession durchzuführen versucht („Hochverrat gegen den Bund“ gemäß § 81 StGB).
Am 16. Dezember 2016 beschloss das Bundesverfassungsgericht, einen Antrag der Bayernpartei nicht zur Entscheidung anzunehmen. Mit dem Antrag wollte die Bayernpartei die Zulassung einer Volksabstimmung über den Austritt des Freistaats Bayern aus der Bundesrepublik Deutschland erzwingen, wobei diese Abstimmung nur in Bayern erfolgen sollte. Das Bundesverfassungsgericht begründete seine Ablehnung damit, dass die einzelnen Länder nicht „Herren des Grundgesetzes“ seien, eine Änderung also nicht auf Landesebene erfolgen könne.

#### USA
In den Vereinigten Staaten von Amerika hat der Oberste Gerichtshof im Fall Texas v. White entschieden, dass der Beitritt zur Union unwiderruflich ist und ein einseitiges Recht auf Sezession der US-Bundesstaaten demzufolge nicht besteht. Eine Sezession bedarf somit einer bundesrechtlichen Übereinkunft.

## Historische Beispiele

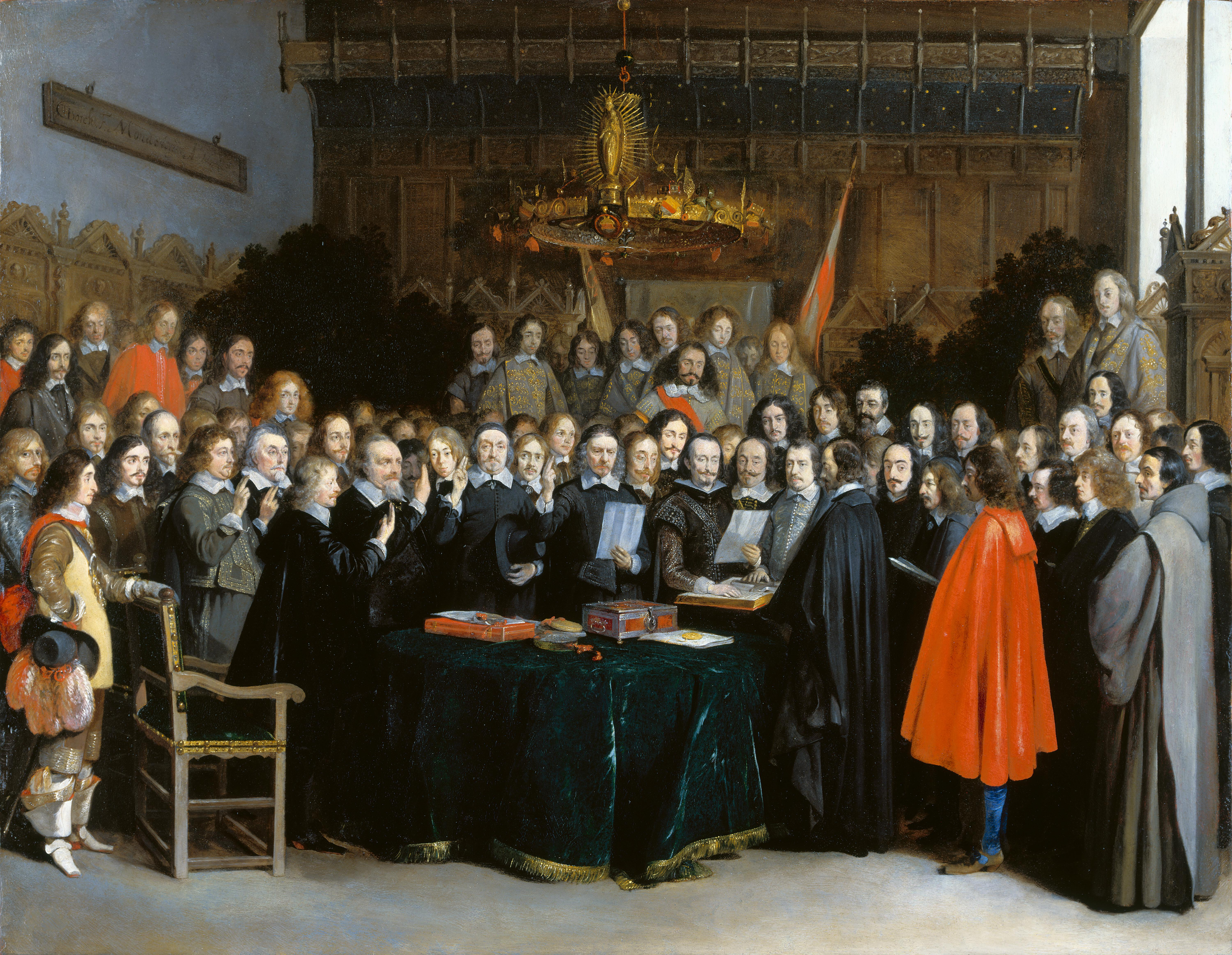
Abschluss des Westfälischen Friedens 1648

Als Separatisten werden radikale Kongregationalisten bezeichnet, die sich in der zweiten Hälfte des 16. Jahrhunderts von der Kirche von England trennten, da ihnen die Reformation dieser Kirche nicht weit genug ging. Insbesondere lehnten sie das Bischofsamt ab. Um der Verfolgung zu entgehen, wanderte eine Gruppe von ihnen, die später Pilgerväter (Pilgrim Fathers) genannt wurde, zunächst in die Vereinigten Niederlande aus und überquerte dann 1620 auf der Mayflower den Atlantik. Kurz vor Verlassen des Schiffes bei Cape Cod (Massachusetts) verfassten sie den Mayflower-Vertrag (Mayflower Compact), der für die demokratische Entwicklung der Gemeinwesen in Nordamerika grundlegend wurde. Sie gründeten die Plymouth Colony.
Der bekannteste Fall einer politischen Sezession war die Trennung der sklavenhaltenden Südstaaten von den Vereinigten Staaten im Jahr 1860/61 und die Bildung der Konföderierten Staaten (CSA). Sie hatte den Sezessionskrieg zur Folge, der mit der Wiederherstellung der staatlichen Einheit der USA endete.
Erfolgreiche Unabhängigkeitskriege waren die der Alten Eidgenossenschaft vom Ende des 13. Jahrhunderts an und die der Niederlande ab 1568. Beide richteten sich gegen die Herrschaft des Hauses Habsburg und erreichten im Westfälischen Frieden von 1648 die Anerkennung ihrer Selbständigkeit durch die Habsburger.
Im 19. und 20. Jahrhundert erreichten mehrere Staaten Europas durch Sezession ihre staatliche Unabhängigkeit:
- In der Griechischen Revolution (1821–1829) errang Griechenland seine Unabhängigkeit vom Osmanischen Reich.
- Die Belgische Revolution 1830 führte zur Abspaltung Belgiens vom Königreich der Vereinigten Niederlande.
- Das Fürstentum Bulgarien erlangte 1878 seine staatliche Unabhängigkeit vom Osmanischen Reich (Verfassung vom 16./28. April 1879).
- Durch den Vertrag von Karlstad beendete Norwegen 1905 seine Union mit Schweden.
- In der Folge der Oktoberrevolution löste sich Finnland Ende 1917 vom Russischen Reich, musste seine Unabhängigkeit aber in zwei Kriegen gegen die Sowjetunion verteidigen (Winterkrieg, Fortsetzungskrieg).
- Der Irische Unabhängigkeitskrieg führte zunächst zur Bildung des Irischen Freistaats (1922), schließlich zur Bildung der Republik Irland (1937).
- 1944, mitten im Zweiten Weltkrieg, erklärte Island, das damals von amerikanischen Truppen besetzt war, seine Unabhängigkeit vom Königreich Dänemark, das zu dieser Zeit unter deutscher Besatzung stand.

In Deutschland kam es zuletzt während der alliierten Rheinlandbesetzung im Jahr 1923 zu Sezessionsbestrebungen rheinischer Separatisten. Sie traten für eine Abtrennung des Rheinlands vom Reich beziehungsweise vom Land Preußen ein, scheiterten aber an der fehlenden Unterstützung der Bevölkerungsmehrheit. Auch versuchte die französische Besatzungsmacht, den Separatismus im Saargebiet zu fördern. Dieser Plan scheiterte, als die unter der Losung „Heim ins Reich“ durchgeführte Saarabstimmung vom 13. Januar 1935 eine Mehrheit für die Rückgliederung ergeben hatte und das Saargebiet am 1. März 1935 wieder Teil des Deutschen Reiches wurde. Ebenso votierte nach dem Zweiten Weltkrieg die Bevölkerung am 23. Oktober 1955 für die Ablehnung des Saarstatuts und damit – statt für die Unabhängigkeit oder eine weitergehende Angliederung an Frankreich – für die Eingliederung des Saarlands als eigenes Bundesland in die Bundesrepublik.
Nach einer sehr lang anhaltenden Unabhängigkeitsbewegung erlangten Indien und Pakistan 1947/49 im Zuge der Dekolonisierung Britisch-Indiens als Teile des Commonwealth (mit der Verkündigung der indischen Verfassung 1950 bzw. durch Verkündung und Inkrafttreten der Verfassung der Islamischen Republik Pakistan 1956) wie auch Birma (1948) vollkommene Unabhängigkeit von der Kolonialmacht Großbritannien.
Die LTTE versuchte ab 1983 in Sri Lanka für die Tamilen einen unabhängigen Staat zu errichten, welcher Tamil Eelam heißen sollte. Daraufhin kam es zum Bürgerkrieg in Sri Lanka, der bis 2009 mit der Niederlage der LTTE anhielt. Die Tamilen fühlten sich von der singhalesischen Bevölkerung und Regierung unterdrückt und diskriminiert.
Separatistische Bewegungen spielten 1991 eine große Rolle bei dem Zerfall der Sowjetunion in die Staaten Armenien, Aserbaidschan, Estland, Georgien, Kasachstan, Lettland, Litauen, Kirgisistan, Moldau, Russland, Tadschikistan, Turkmenistan, Ukraine, Usbekistan und Belarus. Als Gründungsmitglieder der UNO bestanden die Weißrussische SSR und die Ukrainische SSR allerdings schon dadurch seit 1945 als eigene Völkerrechtssubjekte.
Die Loslösung der früheren Teilrepubliken Slowenien, Kroatien und Bosnien-Herzegowina aus dem jugoslawischen Staatsverband 1991/92 löste vor allem in den letzteren beiden Republiken mehrere Kriege aus, die 1995 mit dem Daytoner Abkommen beendet wurden. Die Trennung Mazedoniens erfolgte jedoch zur selben Zeit friedlich. Serbien trat weiterhin als Bundesrepublik Jugoslawien auf, sah diese als identisch mit der Sozialistischen Föderativen Republik Jugoslawien (SFRJ) und nahm damit eine Mindermeinung an (siehe auch Abschnitt „Sonderfälle“). Folglich bewertete es die Vorgänge als Sezessionen der übrigen Teilrepubliken. Im Mai 2006 stimmte auch die Bevölkerung von Montenegro mehrheitlich für eine Auflösung der Union mit Serbien, welche ebenfalls friedlich vollzogen wurde.
Friedlich verlief auch der Zerfall der Tschechoslowakei zum 31. Dezember 1992, nachdem die Slowakei ihre Abspaltung angestrebt hatte.
Ein langwieriger Krieg ging dagegen der im selben Jahr erreichten Unabhängigkeit Eritreas von Äthiopien voraus. Im Biafra-Krieg scheiterte zuvor in der zweiten Hälfte der 1960er Jahre die Loslösung Biafras von Nigeria. Gleichermaßen scheiterte 1994 in einem kurzen Bürgerkrieg die Sezession der vormaligen Demokratischen Volksrepublik Jemen von Jemen, nachdem es erst vier Jahre zuvor zur Vereinigung mit der Jemenitischen Arabischen Republik gekommen war.
Die erste erfolgreiche Unabhängigkeitsbewegung des 21. Jahrhunderts war jene in Osttimor, die 2002 nach 24-jähriger Besatzung, Guerillakrieg und drei Jahren UN-Verwaltung die Trennung ihres Inselteils von Indonesien durchsetzte. Da die vorangegangene völkerrechtswidrige Annexion Osttimors durch Indonesien von der internationalen Staatengemeinschaft nie anerkannt worden war, fand aber keine wirkliche Sezession eines Teilgebietes statt, sondern vielmehr eine Restauration der Staatsgrenze zwischen den beiden Ländern. Jüngstes Beispiel ist die Abspaltung des Südsudan von Sudan, die nach einem erfolgreichen Unabhängigkeitsreferendum am 9. Juli 2011 in der neuen Hauptstadt Juba erklärt wurde. Seit dem 14. Juli 2011 ist Südsudan der 193. Mitgliedstaat der Vereinten Nationen.

## Aktuelle Beispiele

### Unabhängigkeitsbewegungen
Zurzeit gibt es innerhalb der Europäischen Union in Katalonien, im Baskenland (→ Autonome Gemeinschaft Baskenland, Katalonien), in Nordirland, in Südtirol, in Sardinien, in Venetien und in den beiden Teilen Belgiens sowie auch vereinzelt in der Bretagne und in Bayern (bzw. in Franken, wiederum vom Freistaat Bayern) politische Parteien, die eine Sezession anstreben.
Auf Korsika und im Baskenland gab es immer wieder terroristische Attentate durch Separatisten. Die ETA hat im November 2011 einen „dauerhaften“ Waffenstillstand vereinbart und gab 2018 ihre Selbstauflösung bekannt.
Grönland strebt für die nahe Zukunft die Unabhängigkeit von Dänemark an. Die Republika Srpska strebt die Unabhängigkeit von Bosnien und Herzegowina an.
Weltweit existieren aktive Unabhängigkeitsbewegungen unter anderem in Schottland, den Kurdengebieten der Türkei, des Iraks und des Irans, in Tibet und Xinjiang (Uigurien), in der russischen Teilrepublik Tschetschenien, in Québec (siehe den Renvoi relatif à la sécession du Québec), in Kalifornien (siehe Kalifornische Nationalpartei und Calexit), in Bougainville und in einigen Minderheitengebieten Myanmars, Moldawiens, Georgiens und Aserbaidschans, im Südjemen (Southern Movement / al-Hirak), in der Ukraine sowie im Norden von Mali (→ Azawad), im Süden Brasiliens und in der südafrikanischen Provinz Westkap.

### Unabhängigkeitserklärungen
Folgende Gebiete haben ihre Sezession erklärt, sind aber derzeit noch nicht vollständig oder gar nicht als unabhängige Staaten anerkannt:
- Abchasien – betrachtet sich seit 1992 als unabhängig von Georgien und wurde nur von Russland (26. August 2008), Nicaragua (3. September 2008), Venezuela (10. September 2009), Nauru (15. Dezember 2009) und Tuvalu (23. September 2011) anerkannt.
- Demokratische Arabische Republik Sahara – 1976 von der Polisario ausgerufen, seit 1991 Waffenstillstand mit Marokko, von ca. 50 Staaten anerkannt.
- Das Parlament des Kosovo mit seiner albanischen Bevölkerungsmehrheit erklärte am 17. Februar 2008 die Unabhängigkeit von Serbien. Während 117 der 193 UN-Mitgliedstaaten den Kosovo bisher als unabhängigen Staat anerkannten,[13] wird die Unabhängigkeit u. a. durch Serbien sowie Russland und China nicht anerkannt.
- Somaliland (seit 1991), Puntland (seit 1998) und Galmudug (seit 2006) – international nicht anerkannte Unabhängigkeit von Somalia
- Süd-Ossetien – erklärte sich 1991 unabhängig von Georgien und wurde nur von Russland (26. August 2008), Nicaragua (3. September 2008), Venezuela (10. September 2009)[14] und Nauru (15. Dezember 2009) anerkannt.
- Transnistrien – seit 1991 von der Republik Moldau abgespalten und wird von Russland unterstützt.
- Tschetschenien – völkerrechtlich Teil von Russland, erklärte sich 1991 für unabhängig von der Sowjetunion.
- Türkische Republik Nordzypern – betrachtet sich seit der Besetzung durch türkische Truppen 1974 und insbesondere seit der Proklamation der Staatsgründung am 15. November 1983 nicht mehr als Teil der Republik Zypern, sondern als eine eigene Republik. Sie wird nur von der Türkei anerkannt.

### Sonderfälle
Kein Fall von Sezession liegt im Falle des Taiwan-Konflikts vor. Taiwan hat sich zwar als Republik China infolge des Chinesischen Bürgerkrieges von Kontinentalchina gelöst, jedoch verstehen sich bis heute beide chinesische Staaten laut ihrer Verfassung als rechtmäßige Vertreter Chinas.
Umstritten war die Rechtslage nach dem Zerfall Jugoslawiens, der teilweise als Sezession, teilweise als Dismembration angesehen wurde. Die internationale Gemeinschaft entschied sich für die letztgenannte Option (→ Badinter-Kommission).